# لوس آنتیگووس
لوس آنتیگووس (به اسپانیایی: Los Antiguos) یک منطقهٔ مسکونی در آرژانتین است که در بخش لاگو بوینس آیرس واقع شده‌است. لوس آنتیگووس ۳٬۳۶۳ نفر جمعیت دارد.